# أحمد الصفريوي
أحمد الصفريوي (1915 – 2004) هو كاتب وروائي مغربي، يكتب بالفرنسية، يُعتبر رائد من رواد الأدب المغربي المكتوب بالفرنسية، بل يُشار إليه أحيانًا كأول كاتب مغربي باللغة الفرنسية، رغم أن هذا الوصف عرضه للنقاش والنقد. اشتهر من خلال عدة مؤلفات أبرزها رواية  صندوق العجائب التي تُصنَّف على أنها سيرة ذاتية تستلهم طفولته في مدينة فاس.

## النشأة
وُلد أحمد الصفريوي سنة 1915 في مدينة فاس لأسرة من أصول أمازيغية تنحدر من الأطلس المتوسط. نشأ في أحياء المدينة القديمة، التي شكّلت فضاءً حاضرًا بكثافة في معظم أعماله الأدبية. تلقى تعليمه الأول في الكتّاب القرآني، حيث حفظ أجزاءً من القرآن وتعلّم مبادئ القراءة والكتابة بالعربية، ثم التحق لاحقًا بمدرسة فرنسية مغربية، ما أتاح له الإلمام المبكر باللغتين والثقافتين العربية والفرنسية.

## مسيرته الأدبية
بدأت مسيرته مع الكتابة من خلال العمل في الصحافة، حيث اشتغل صحافيًا شابًا في يومية «عمل الشعب»، ثم كاتبًا لمقالات تاريخية، قبل أن يتولى مهمة قيّم على «متحف الضحى». ابتداءً من سنة 1938، التحق بالعمل في إدارات حكومية معنية بالثقافة والتربية والسياحة في العاصمة المغربية الرباط. في 1949، نشر أولى رواياته بعنوان سبحة العنبر، التي حاز عنها جائزة المغرب الكبرى للآداب، ليصبح أول مغربي يفوز بهذه الجائزة.
توالت بعد ذلك إصداراته الأدبية، إذ نشر سنة 1954 رواية صندوق العجائب، وهي عمل شبه سيرة ذاتية يرصد فيه تفاصيل من طفولته في المدينة القديمة بفاس. لاقت الرواية اهتمامًا واسعًا، واعتُمدت لاحقًا في المناهج الدراسية المغربية. تُرجمت أغلب مؤلفاته إلى لغات أخرى.

## أسلوبه الأدبي
يمتاز أسلوب أحمد الصفريوي بالجمع بين السرد الواقعي والعناصر الرمزية، مع اهتمام بالغ بتصوير الحياة اليومية في المدن المغربية التقليدية، وخصوصًا مدينة فاس التي تظهر بكثافة في أعماله. يستخدم الصفريوي منظور الطفل أو الراوي العليم لإبراز التفاصيل الدقيقة للعادات، التقاليد والعلاقات الاجتماعية، ما يمنح نصوصه طابعًا شبه إثنوغرافي. كما تميل رواياته إلى الجمع بين السرد الواقعي والتأمل الفلسفي، مع التركيز على الديناميات الأسرية والتحديات الفردية والاجتماعية، وهو ما يضفي على أعماله طابعًا إنسانيًا عميقًا ومتعدد الطبقات.

## أعماله
- 1949: سبحة العنبر
- 1954: صندوق العجائب
- 1973: بيت العبودية
- 1978: السماء الزرقاء
- 1989: حديقة السحر، أو عبق الأساطير

## الجوائز
- جائزة المغرب الكبرى للأدب عن رواية «سبحة العنبر».

- 1953: جائزة رئيس الجمهورية الفرنسية.
- 1949: جائزة مارسلان جرين من طرف الأكاديمية الفرنسية.
- جائزة كتارا للرواية العربية خمس سنين متتالية.[3]

## وفاته
توفي سنة 2004 في مدينة الرباط عن عمر 89 سنة، بعد أن خلف إرثًا أدبيًا وثقافيًا غنيًا، جعله واحدًا من أكثر الكتاب والأدباء تأثيرًا في تاريخ المغرب الحديث.

## وصلات خارجية
- أحمد الصفريوي على موقع جود ريدز